# منوآمین اکسیداز
منوآمین اکسیدازها گروهی از آنزیمها در جدار میتوکندری هستند که منوآمین‌هایی مانند سروتونین، اپینفرین، دوپامین و منوآمینهای دیگر را اکسید می‌کنند. منوآمین اکسیدازها در مغز میانجیهای عصبی منوآمین مخصوصاً دوپامین) را تخریب می‌کنند، از آن‌جایی که کاهش سطح این مواد یکی از عوامل افسردگی شمرده می‌شود، مهار عملکرد آن‌ها با افزایش سطح منوآمین‌ها به کنترل افسردگی و برخی مشکلات روانی دیگر می‌انجامد.
از آنجایی ک منوآمینو اکسیداز تیرامین اضافی را تجزیه می‌کند. کمبود آنزیم منوآمینو اکسیداز سطح تیرامین را بالا می‌برد. افزایش تیرامین سبب افزایش نورواپی نفرین وافزایش فشار خون و باز جذب مجدد سروتونین می‌شود. افزایش سروتونین در برخی افراد ایجاد سردرد حاد میگرنی می‌کند.

## انواع منوآمین اکسیداز
در بدن انسان دو نوع آنزیم منوآمین اکسیداز وجود دارد MAO-A و MAO-B
هر دو نوع این آنزیم در نورونها و آستروگلیاها یافت می‌شوند. در خارج از سیستم عصبی مرکزی MAO-A در کبد، لوله گوارش و جفت وجود دارد و MAO-B در پلاکتها یافت می‌شود.

## مهارکننده‌های منوآمین اکسیداز
مهارکننده‌های منوآمین اکسیداز با نام اختصاری MAOI دسته‌ای از داروهای ضد افسردگی هستند. این داروها به‌دلیل عوارض جانبی و تداخل‌های دارویی خطرناکشان کمتر تجویز می‌شوند اما در درمان افسردگی بسیار مؤثرند.
MAOIها معمولاً به عنوان داروهای خط دوم برای افرادی که با سایر داروهای ضد افسردگی (از جمله سه‌حلقه‌ای‌ها و مهارکننده‌های بازجذب سروتونین) بهبود نیافته‌اند، به‌ویژه مبتلایان به افسردگی‌های غیرعادی (آتیپیک) و شدید تجویز می‌شوند. این داروها در درمان اختلال هراس، فوبیای اجتماعی، بیماری پارکینسون، جلوگیری از حملات میگرن و ترک سیگار نیز مؤثرند.
انواع جدیدتر این داروها از جمله سلژیلین و موکلوبومید عوارض و خطر کمتری دارند اما به‌اندازه داروهای قدیمی مؤثر نیستند.